# Vincenzo Albanese
Vincenzo Albanese (Oliveto Citra, Itália, 12 de novembro de 1996) é um ciclista italiano que corre para a equipa Bardiani CSF.

## Palmarés
2016 (como amador)
- Troféu Edil C
- Grande Prêmio della Liberazione
- 1 etapa do [[Oberösterreichrundfahrt
- Troféu Matteotti
- 1 etapa do Tour de l'Avenir[1]
- Ruota d'Oro

## Resultados nas Grandes Voltas
Durante a sua carreira desportiva tem conseguido os seguintes postos nas Grandes Voltas.
| Carreira        | 2017 | 2018 | 2019 |
| --------------- | ---- | ---- | ---- |
| Giro d'Italia   | Ab.  | -    | -    |
| Tour de France  | -    | -    | -    |
| Volta a Espanha | -    | -    | -    |

-: não participa 

Ab.: abandono 